# Władimir Łopuchin
Władimir Michajłowicz Łopuchin (ros. Влади́мир Миха́йлович Лопухи́н; ur. 23 maja 1952 w Moskwie, zm. 26 maja 2020 tamże) – rosyjski polityk i ekonomista. W latach 1991–1992 pełnił funkcję ministra ds. paliw i energii Federacji Rosyjskiej.

## Życiorys
W 1975 roku ukończył studia na Wydziale Ekonomii Moskiewskiego Uniwersytetu Państwowego. Od listopada 1991 do czerwca 1992 pełnił funkcję ministra ds. paliw i energii Federacji Rosyjskiej. Jesienią 1992 roku został mianowany doradcą premiera Rosji Jegora Gajdara.
Łopuchin zmarł 26 maja 2020 roku na COVID-19, podczas pandemii wirusa SARS-CoV-2 w Rosji. Pochowany na Cmentarzu Wwiedieńskim w Moskwie.